# Pseudotyrannochthonius tasmanicus
Pseudotyrannochthonius tasmanicus es una especie de arácnido del orden Pseudoscorpionida de la familia Chthoniidae.

## Distribución geográfica
Se encuentra en Tasmania (Australia).